# Aleksej Favorski
Aleksej Jevgrafovitsj Favorski (Russisch: Алексей Евграфович Фаворский) (Pavlovo, 3 maart [O.S. 20 februari] 1860 - Leningrad, 8 augustus 1945) was een Russisch scheikundige.

## Biografie
Favorski stamde uit een domineefamilie en doorliep zijn middelbare school in Nizjni Novgorod en in Vologda.
Hij studeerde van 1878 tot 1882 scheikunde aan de faculteit fysica en wiskunde van de Staatsuniversiteit van Sint-Petersburg. Nadien werkte hij enkele jaren in het universiteitslaboratorium van Aleksandr Boetlerov. Vanaf 1886 was hij als laborant verbonden aan de universiteit. In 1891 werd hij docent en vier jaar later, in 1895, ontving Favorski zijn doctoraat en werd hij professor in de technische chemie.
Van 1934 tot 1937 was hij ook faculteitshoofd van de Faculteit voor Organische Chemie aan de Staatsuniversiteit van Moskou.
Twee organische reacties, de Favorski-omlegging en de Favorski-reactie, zijn naar hem vernoemd. De eerste ontdekte hij in 1894, de tweede tussen 1900 en 1905. In 1941 kreeg Favorski de Stalinprijs voor zijn innovaties op vlak van de productie van synthetisch rubber.